# Peperomia heterostachya
Peperomia heterostachya är en pepparväxtart som beskrevs av Albert Gottfried Dietrich. Peperomia heterostachya ingår i släktet peperomior, och familjen pepparväxter. Inga underarter finns listade i Catalogue of Life.